# Регресия към предишен живот
Регресията към минал живот е хипнотична техника, при която практикуващите вярват, че чрез хипноза може да се достигне до спомени от „минал живот“, въпреки че според противниците им това са просто измислици. Регресията към минал живот обикновено се извършва в търсене на духовно преживяване. Повечето защитници на тази теория се придържат към теорията за прераждането, въпреки че в религиозните традиции не е включена идеята за потиснати спомени от минали животи.
Техниката представлява отправяне на серия от въпроси към субекта под хипноза. С отговорите си по време на сесията той разкрива подробности и събития от предполагаемите минали животи. Методът е подобен на този, който се използва, за да се достигне до потиснат спомен.
Хипнотичната регресия като терапевтична практика е изобретена през 1950-те от психолози, психиатри и медиуми. Тя се споменава още в древноиндийските Упанишади. В по-модерни времена техниката придобива популярност благодарение на Елена Блаватска, съосновател на Теософското движение. Алан Кардек също прави задълбочени изследвания по темата в книгата си „Книга на Медиума“.